# 애들레이드 자이언츠 (1989년–1999년)
애들레이드 자이언츠(Adelaide Giants)는 1989년 창단한 구 ABL의 프로 야구 팀이다. 오스트레일리아 사우스 오스트레일리아 주 애들레이드시를 연고로 하고 있으며 홈구장은 쿠퍼스 스타디움이다. 1999년 구 ABL이 해산되면서 해체되었다.